# Zé Castro
José Eduardo Rosa Vale e Castro (Coimbra, Portugália, 1983. január 13. –) portugál labdarúgó. Jelenleg a Deportivo La Coruña hátvédje.

## Fordítás
- Ez a szócikk részben vagy egészben  a   Zé Castro című angol Wikipédia-szócikk fordításán alapul.  Az eredeti cikk szerkesztőit annak laptörténete sorolja fel. Ez a jelzés csupán a megfogalmazás eredetét és a szerzői jogokat jelzi, nem szolgál a cikkben szereplő információk forrásmegjelöléseként.